# Поліна (округ Ревуца)
Поліна (словац. Polina; угор. Alsófalu) — село, громада в окрузі Ревуца, Банськобистрицький край, Словаччина. Населення — 111 осіб (за оцінкою на 31 грудня 2017 р.). Знаходиться за  км від адмінцентра округи міста Ревуца. Протікає Дрєновський потік.
Вперше згадується в 1325 році.
У 1938 — 1945 роках належало Угорщині.

## Назви
У 1773 році згадується як Alsó-Falu, Polyna, у 1786 — як Alschó-Falu, Polyna, у 1808 — як Alsófalu, Polina, Polinow, Dolina, у 1847 — як Polina, у 1863—1913 та 1938—1945 рр. називалося Alsófalu, у 1920 р. — Polina, Polinov, Dolina, у 1927—1938 та 1945—1948 роках — Polina, Alsófalu, з 1948 року — Polina.

## Географія
Село розташоване в межах Словацького карсту, у заплаві річки Західний Турець.
Висота над рівнем моря кадастрової території громади від 207 до 459 м.

## Транспорт
Автошляхи Cesty III. triedy № 2832, 2833.

## Населення
| Рік:            | 1994. | 2004.   | 2014.   | 2024.    |
| --------------- | ----- | ------- | ------- | -------- |
| Кількість осіб: | 127   | 124     | 120     | 103      |
| Різниця:        |       | -2,36 % | -3,22 % | -14,16 % |

| Рік:            | 2023. | 2024.   |
| --------------- | ----- | ------- |
| Кількість осіб: | 101   | 103     |
| Різниця:        |       | +1,98 % |